# Seleção Russa de Polo Aquático Feminino
A Seleção Russa de Polo Aquático Feminino representa a Rússia em competições internacionais de polo aquático.

## Títulos
- Liga Mundial de Polo Aquático (1): 2008
- Campeonato Europeu (3): 2006, 2008 e 2010
- Jogos Europeus (1): 2015

## Ligações Externas
- Sitio Oficial (em russo)